# Matthias Klotz (Geigenbauer)

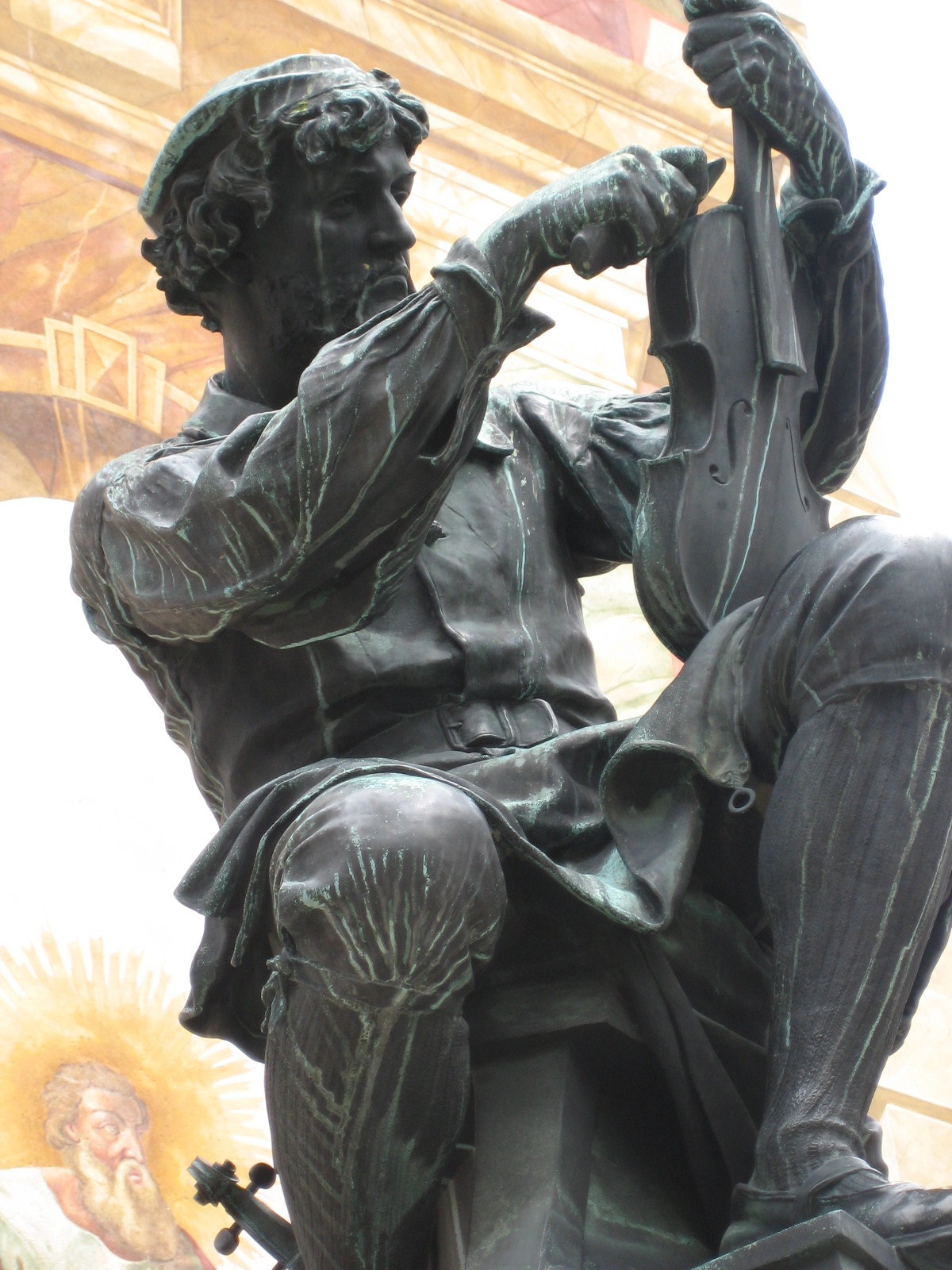
Denkmal von 1890 für Matthias Klotz in Mittenwald

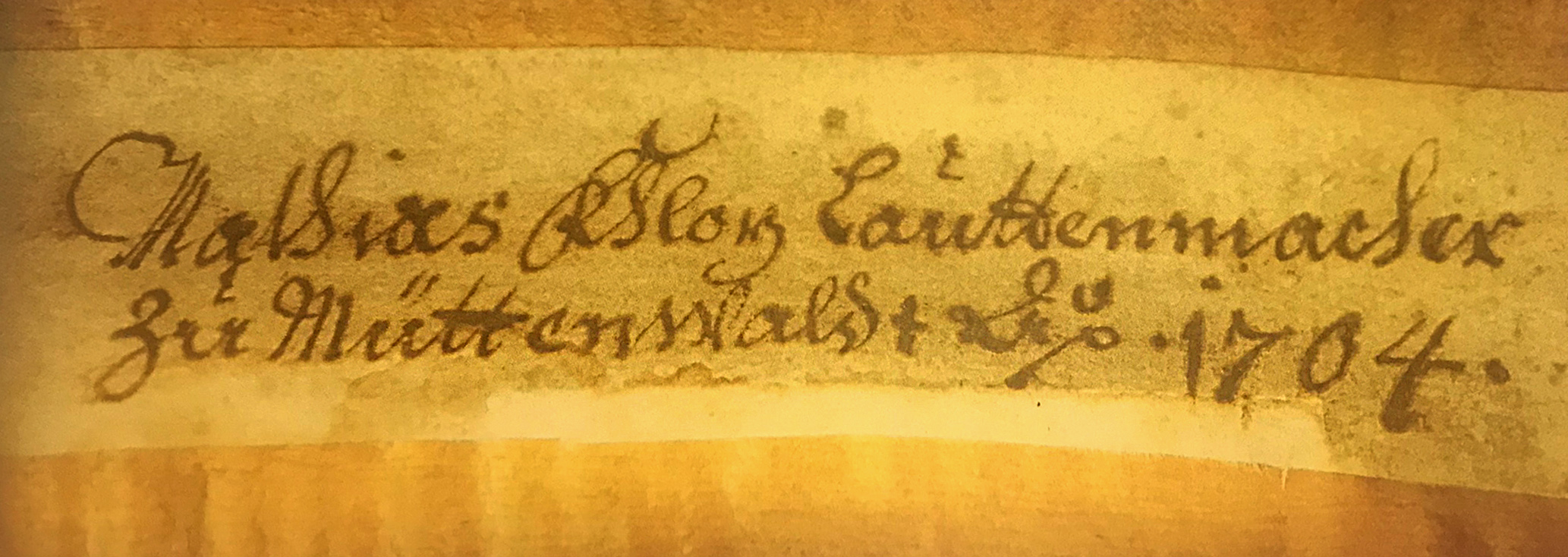
Handschriftlicher Zettel einer Matthias Klotz Bratsche von 1704

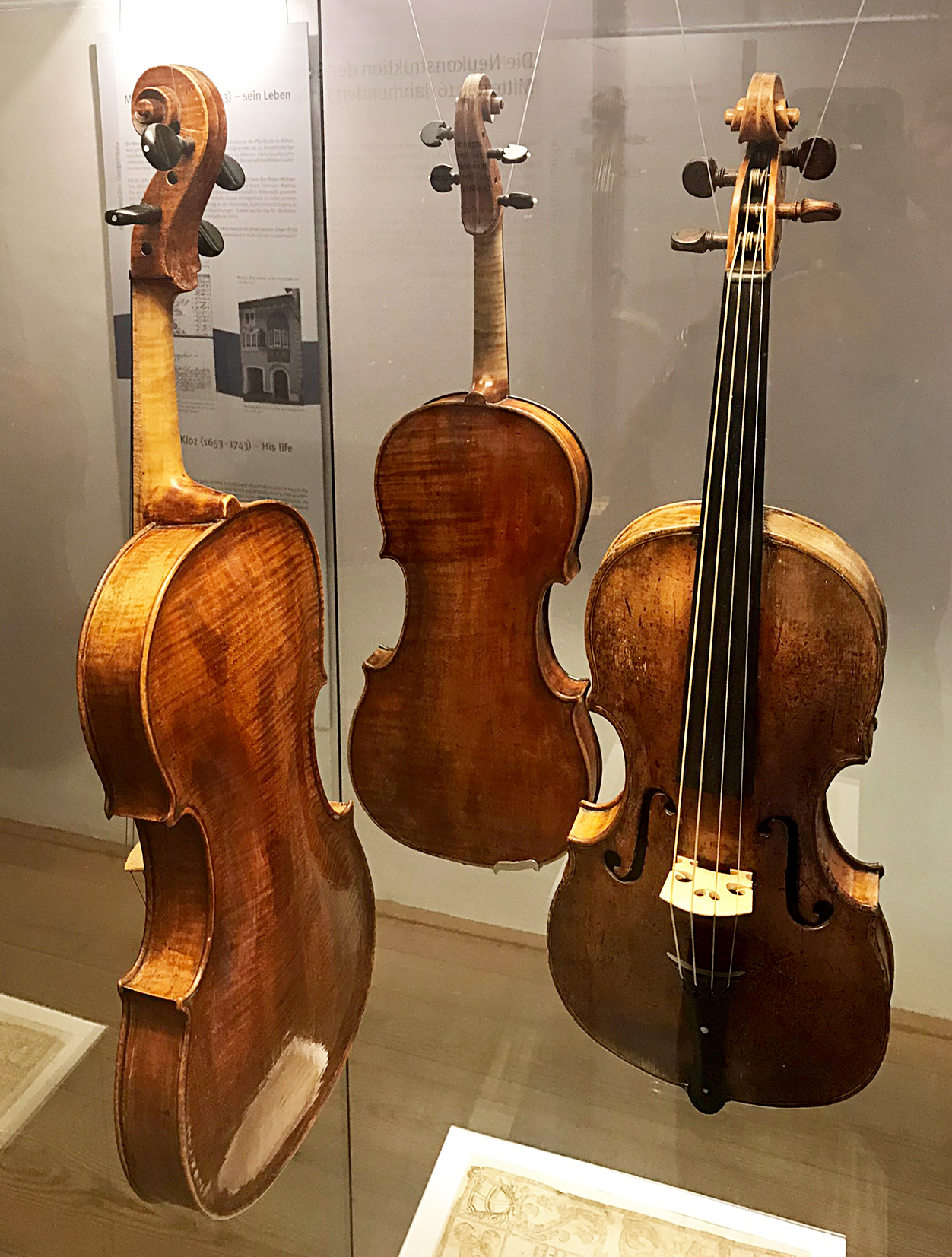
Geige und zwei Bratschen von Matthias Klotz 1704–1715

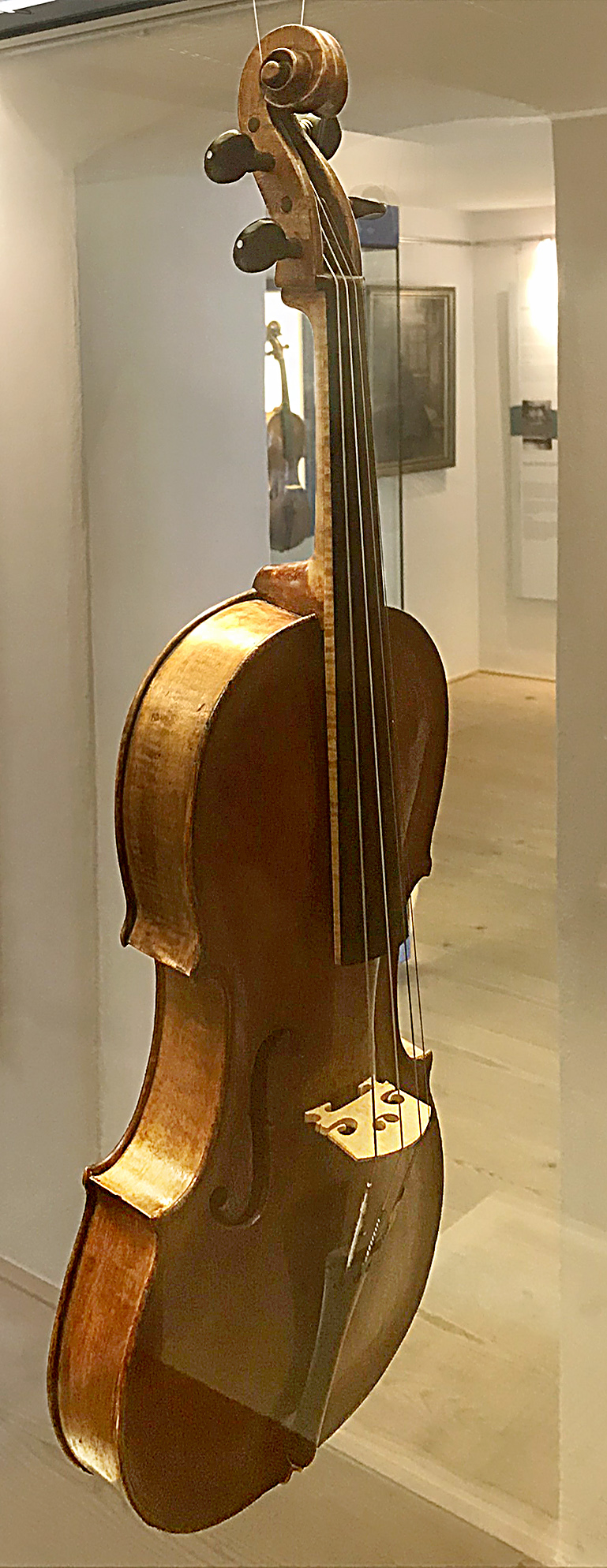
Matthias Klotz Bratsche von 1704

Matthias Klotz, auch Mathias Kloz, Cloz, Khlotz (getauft am 11. Juni 1653 in Mittenwald, Oberbayern; † 16. August 1743 ebenda) gilt als Begründer des Geigenbaus in Mittenwald.

## Leben
Matthias (I.) Klotz war das zweite von neun Kindern des Mittenwalder Schneiders Urban Klotz (Urbanus Cloz, 1627–1691) und seiner Ehefrau Sophia († 1681). Seine Lehre hat er vermutlich in einer Lautenmacherwerkstatt in Füssen gemacht. Nach seiner Lehre wurde er als 19-Jähriger 1672 von Christoph Cloz, der möglicherweise ein entfernter Verwandter war, der Lautenmacherwerkstatt „Bottega di Lautaro al Santo“ von Peter Railich in Padua empfohlen. Christoph Kloz (1626–1630) stammte aus dem Umland von Innsbruck und war Elfenbeinschnitzer in Venedig, wo er mit vielen Lautenmachern zusammen arbeitete, die alle Anfang des 17. Jahrhunderts aus der Umgebung von Füssen nach Venedig gekommen waren. In Venedig und im damals eng verbundenen Padua gab es zu dieser Zeit die bedeutendsten Lautenmacherwerkstätten Italiens. Bei Peter Railich in Padua arbeitete Matthias als Geselle von 1672 bis 1678 und erhielt dafür ein ausgezeichnetes Arbeitszeugnis. 
Spätestens 1686 war Matthias in seinen Heimatort zurückgekehrt, um dort eine eigene Instrumentenwerkstatt zu gründen. Die Bedingungen dafür waren günstig, denn hier gab es keine Zunftbeschränkungen wie in anderen Orten und das Holz für seine Instrumente wuchs in guter Qualität und reichlich in unmittelbarer Nähe. Außerdem lag Mittenwald an der viel befahrenen Rottstraße, die von Süden über den Brennerpass nach Augsburg und Nürnberg führte und die Isar war ab Mittenwald flößbar in Richtung München und Landshut, sodass gute Möglichkeiten für den Transport von Waren bestanden. 
Anfang des Jahres 1686 heiratete Matthias Klotz mit 32 Jahren in Mittenwald die hiesige Weberstochter Maria Seiz und beide erhielten dazu vom Brautvater dessen Haus. Im Übergabebrief vom 4. Februar wird Matthias als Bürger und Lautenmacher bezeichnet. Diese Berufsbezeichnung wurde später sein Hausname, der auch auf seine Söhne und Enkel überging. Vermutlich baute er in seiner Mittenwalder Werkstatt anfangs hauptsächlich Lauten und verkaufte sie an Musikgeschäfte in Norditalien. Für ihn war es einfacher, unsignierte Instrumente an eingeführte Handelspartner zu liefern, als sich selbst mühsam einen Kundenstamm aufzubauen. 
Als im späten 17. Jahrhundert die Nachfrage nach Lauten zugunsten von Geigen zurückging, baute Matthias Geigen und Bratschen nach der modernen Cremoneser Konstruktion, die nördlich der Alpen noch wenig bekannt war. Das heißt, der Zargenkranz wurde über ein Formbrett gebaut und Hals und Oberklotz bestanden aus zwei Teilen. Der erste Geigenbauer, der um 1650 Instrumente in dieser Art nördlich der Alpen baute, war Jacob Stainer in Absam (Tirol). Doch obwohl Absam und Mittenwald nicht sehr weit voneinander entfernt sind, gibt es stilistisch und bautechnisch keine Ähnlichkeiten zwischen den Geigen von Matthias Klotz und denen von Jacob Stainer. Es ist anzunehmen, dass Matthias spätestens seit dem Beginn der Lehrzeit seiner ersten Schüler Andreas Jais und seinem ältesten Sohn Georg (I.) – also vor 1700 – hauptsächlich mit Geigenbau beschäftigte. Zu seinen späteren Schülern zählte auch sein zweiter Sohn Sebastian (I.). 
1702 reiste Matthias noch einmal nach Padua, um sich dort eine notariell beglaubigte Kopie seines Arbeitszeugnisses von 1678 ausstellen zu lassen. Dieses Prachtdokument ist erhalten geblieben und im Geigenbaumuseum Mittenwald ausgestellt.
Das älteste bisher bekannte Instrument von Matthias Klotz ist eine Bratsche von 1704 mit einem handschriftlichen Zettel "Mathias Khloz Lauttenmacher zu Müttenwaldt Ao 1704". 
Matthias Klotz war einer der ersten Instrumentenmacher, der Violen d’amore mit Resonanzsaiten nach dem Salzburger Vorbild von Johann Schorn baute. Ab 1712 bis 1749 sind zwölf Violen d‘amore bekannt, die von Mitgliedern der Klotz-Familie gebaut wurden.

## Familie

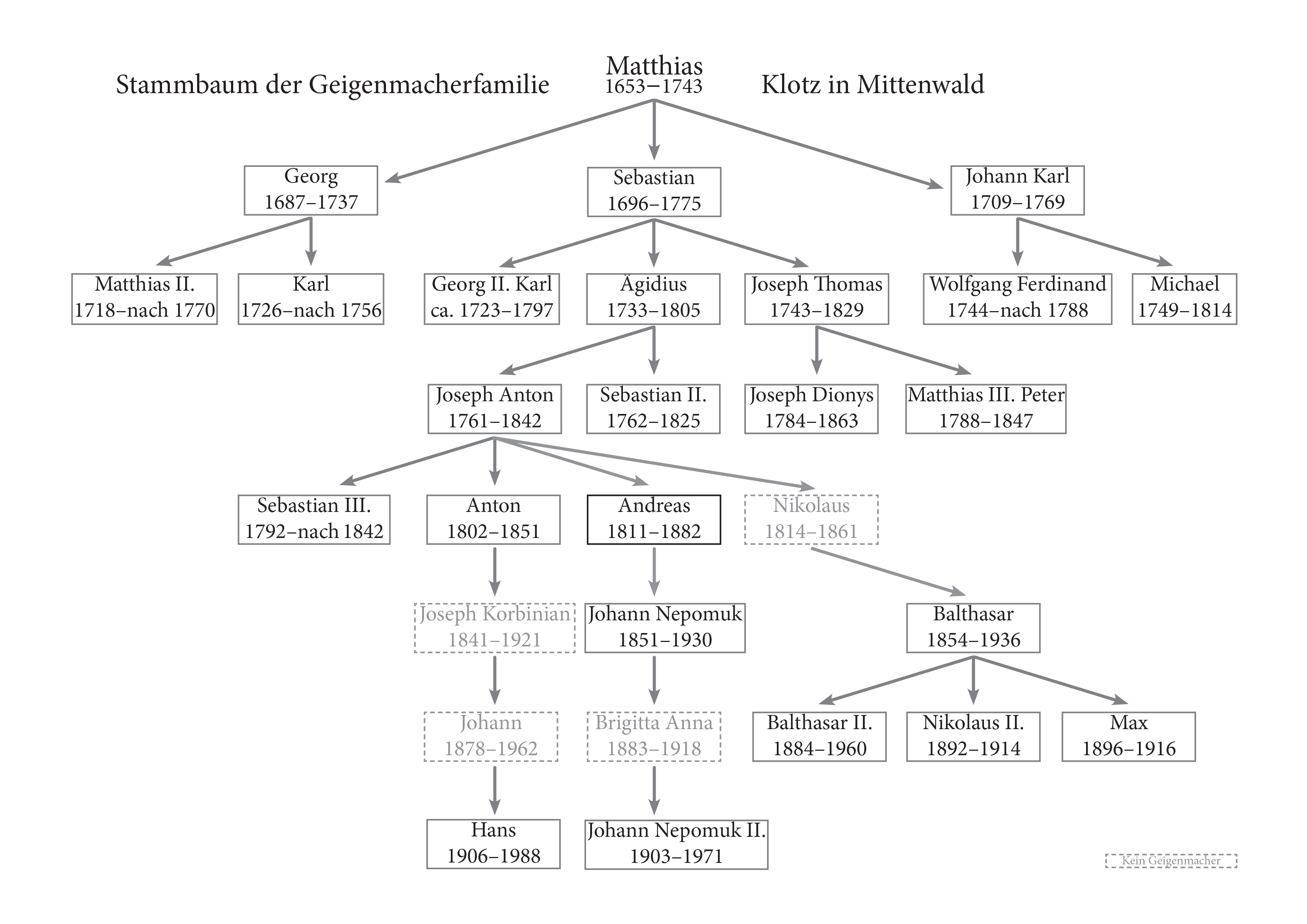
Vollständiger Stammbaum der Klotz Geigenmacher

Aus der ersten Ehe mit Maria Seiz († 28. Dezember 1704) gingen sechs Kinder hervor, darunter die späteren Geigenmacher Georg (I.) (1687–1737), Sebastian (I.) (1696–1775).
In 2. Ehe heiratete Matthias Klotz am 9. Juli 1705 Ursula Schändl († 6. April 1735), geborene Schlaucher, die Witwe des Mittenwalder Metzgers Matthias Schändl. Sie brachte drei Kinder mit in die Ehe, darunter den späteren Geigenmacher Michael Schändl. Gemeinsam hatten sie drei weitere Kinder, darunter den späteren Geigenmacher Johann Carl Klotz (1709–1769).
Matthias starb 1743 als Wittwer im hohen Alter von 90 Jahren.
Matthias Klotz ist der Stammvater einer Geigenbauerfamilie in Mittenwald, denn viele seiner Nachkommen wurden dort ebenfalls Geigenmacher, darunter drei Söhne, sowie mindestens sieben Enkel, vier Urenkel, drei Ururenkel, zwei 3x-Urenkel, drei 4x-Urenkel und zwei 5x-Urenkel.
Söhne (1. Generation): 
- Georg (I.) (1687–1737)
- Sebastian (I.) (1696–1775)
- Johann Carl Klotz (1709–1769)

Enkel (2. Generation): 
- Söhne von Georg (I.): Matthias (II.) (1718–nach 1770) und Karl (1726–nach 1756).
- Söhne von Sebastian (I.): Georg (II.) Carl (ca. 1723–1797), Aegidius Sebastian (1733–1805) und Joseph Thomas (1743–1829).
- Söhne von Johann Carl: Wolfgang Ferdinand (1744–nach 1788) und Michael (1749–1814).

Urenkel (3. Generation):
- Söhne von Aegidius Sebastian: Joseph Anton (1761–1842) und Sebastian (II.) (1762–1825)
- Söhne von Joseph Thomas: Joseph Dionys (1784–1863) und Matthias (III.) Peter (1788–1847)

Ururenkel (4. Generation):
- Söhne von Joseph Anton: Sebastian (III.) Andreas (1792–nach 1842), Anton (1802–1851) und Andreas (1811–1882)

3x-Urenkel (5. Generation):
- Enkel von Joseph Anton: Johann Nepomuk (I.) (1851–1930) und Balthasar (I.) (1854–1936)

4x-Urenkel (6. Generation):
- Söhne von Balthasar (I.): Balthasar (II.) (1884–1960), Nikolaus (II.) (1892–1914) und Max (1896–1916)

5x-Urenkel (7. Generation):
- Enkel von Johann Nepomuk (I.): Johann Nepomuk (II.) (1903–1971)
- Urenkel von Anton: Hans (1906–1988)

## Geigenzettel
Matthias Klotz verwendete folgende Zettel in seinen Streichinstrumenten wie Geigen, Bratschen:
- Mathias Kloz Lautenmacher
- Mathias Klotz Lauten und Geigenmacher in Mittenwald an der Iser Anno 1695
- Mattias Klotz Geigenmacher zu Mittenwald an der Iser 1697
- Mathias Khloz Lauttenmacher zu Müttenwaldt Ao 1704
- Mathias Khloz Lautenmacher in Mittenwaldt Anno 1714

## Würdigung

Deutsche Sonderbriefmarke zu Ehren von Matthias Klotz (1993)

Zu Ehren von Matthias Klotz wurde 1890 vor der Pfarrkirche St. Peter und Paul in Mittenwald ein überlebensgroßes Denkmal errichtet, geschaffen von dem Münchner Erzgießer Ferdinand von Miller der Jüngere.
1993 erschien eine deutsche Sonderbriefmarke zu seiner Ehre. Sie zeigt die Entstehung des Halses und der Schnecke einer Geige in fünf Stadien.
In Mittenwald ist eine Straße nach Matthias Klotz benannt.